# Glassjaw
I Glassjaw sono un gruppo musicale statunitense fromatosi a Hempstead nel 1993.
I principali componenti del gruppo sono il frontman Daryl Palumbo (membro degli Head Automatica) e Justin Beck, presenti sin dagli esordi. Tra le ispirazioni del gruppo vi sono Anthrax, Bad Brains, Deftones e Radiohead.

## Formazione

### Formazione attuale
- Daryl Palumbo - voce (1993-presente)
- Justin Beck - chitarra (1998-presente), batteria (1993-1998), tastiera (1993-presente), basso (1998, 2001-presente)
- Chad Hasty - batteria (2015-presente)

### Ex componenti
- Dave Buchta - basso (1993-1994)
- Nick Yulico - chitarra (1993-1996)
- Kris Baldwin - chitarra (1995-1998)
- Brian Mehann - chitarra (1998)
- Mike Caleo - chitarra (1998)
- Ariel Telford - chitarra (1995-1998)
- Scottie Reddix - batteria (1999)
- Stephan Linde - batteria (1999)
- Sammy Siegler - batteria (1999-2000)
- Larry Gorman - batteria (2000-2004)
- Mat Brown - basso (2001)
- Mitchell Marlow - basso (2001)
- Dave Allen - basso (2002-2004)
- Todd Weinstock - chitarra (1996-2004)
- Durijah Lang - batteria (2000, 2004-2015)
- Manuel Carrero - basso (1998-2000, 2004-2015)

## Discografia

### Album in studio
- 2000 - Everything You Ever Wanted to Know About Silence
- 2002 - Worship and Tribute
- 2017 - Material Control

### EP
- 1997 - Kiss Kiss Bang Bang EP
- 2005 - El Mark
- 2011 - Our Color Green (The Singles)
- 2021 - Coloring Book

### Singoli
- 2000 - Pretty Lush
- 2000 - Ry Ry's Song
- 2002 - Cosmopolitan Bloodloss
- 2003 - Ape Dos Mil
- 2010 - All Good Junkies Go to Heaven
- 2010 - Jesus Glue
- 2010 - Natural Born Farmer
- 2010 - Stars
- 2010 - You Think You're (John Fucking Lennon)
- 2015 - New White Extremity
- 2017 - Shira
- 2017 - Golgotha